# Спорт топлумы (Ашхабад)
Стадион «Спорт топлумы» (туркм. Aşgabat şäheriniň Büzmeýin etrabyndaky Sport toplumy) — спортивное сооружение в Ашхабаде, Туркменистан, расположенное в Бюзмеинском этрапе. В основном используется для проведения футбольных матчей. Вместимость стадиона составляет 10 000 зрителей. С 2021 года является домашней ареной футбольного клуба «Алтын Асыр», выступающего в высшей лиге Туркменистана. До 2018 года носил название стадион «Спорт топлумы» этрапа Абадан.

## История
Строительство спортивного комплекса было завершено в июне 2009 года. Работы проводила турецкая компания ALP-SAN Inşaat. Стоимость проекта составила 20 миллионов долларов США. В 2010 году здесь проходили некоторые клубные международные матчи.
В 2018 году после переименования этрапа Абадан в этрап Бюзмеин, стадион также получил новое название — «Спорт топлумы» Бюзмеин.
С осени 2021 года стадион используется как домашняя арена футбольного клуба «Алтын Асыр».

## События
4 декабря 2014 года на стадионе состоялся матч за Суперкубок Туркменистана 2014 года.

## Инфраструктура
Комплекс включает в себя футбольное поле, залы для гимнастики, бокса, борьбы и фитнеса, теннисный корт, площадки для мини-футбола, баскетбола, гандбола и волейбола, а также крытый бассейн. Трибуны снабжены навесом, защищающим зрителей от солнца и погодных условий. Комментаторская кабина и пульт управления оснащены современной техникой.